# فهرست جان‌باختگان پرواز شماره ۷۵۲ هواپیمایی بین‌المللی اوکراین
پرواز شمارهٔ ۷۵۲ هواپیمایی بین‌المللی اوکراین یک پرواز مسافربری متعلق به هواپیمایی بین‌المللی اوکراین از مبدأ تهران به مقصد کی‌یف بود که هدف شلیک پدافند هوایی سپاه پاسداران انقلاب اسلامی قرار گرفته و ساقط شد. همهٔ ۱۷۶ سرنشین این پرواز جان باختند.

## مسافران و خدمه

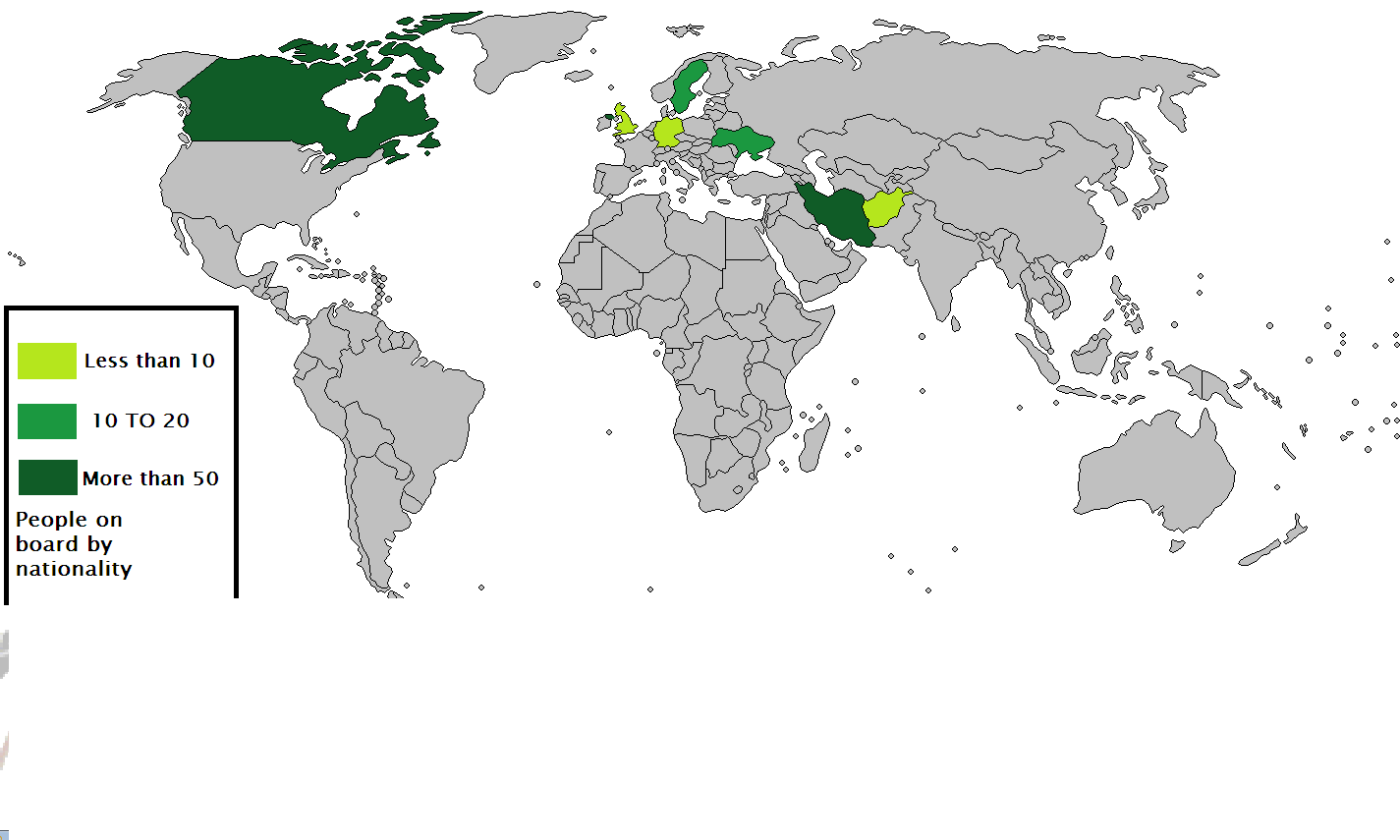
آمار مسافران پرواز شماره ۷۵۲ هواپیمایی بین‌المللی اوکراین بر اساس ملیت

به گفته سخنگوی سازمان هواپیمایی کشوری ایران، تعداد دقیق سرنشینان این هواپیما ۱۷۶ نفر است که از این تعداد ۱۶۷ مسافر و ۹ خدمهٔ پروازی بوده‌اند. رسانه‌های دولتی ایران در ابتدا گزارش داده بودند که این هواپیما ۱۸۰ سرنشین داشته است. ایسنا دربارهٔ مسافران این پرواز نوشت: بیشتر مسافران این هواپیما ایرانی بودند، با این حال برخی از اتباع خارجی نیز در این پرواز حضور داشته‌اند. پس از آن مقامات تأیید کردند که حداقل ۱۳۹ نفر در این هواپیما، ایرانی بوده‌اند که بیشتر آن‌ها پس از تعطیلات زمستانی از طریق اوکراین به کانادا بازمی‌گشتند. نخست‌وزیر کانادا، جاستین ترودو گفته است که از ۱۶۷ مسافر، ۱۳۸ نفر قصد سفر به کانادا داشته‌اند. بسیاری از این مسافران ایرانیان کانادایی بودند که به عنوان دانشجو یا محقق دانشگاه‌های کانادا برای تعطیلات زمستانی به ایران سفر کرده بودند. از این حیث این سقوط، بزرگ‌ترین تلفات جانی کشور کانادا در صنعت هوانوردی از زمان بمب‌گذاری سال ۱۹۸۵ پرواز شماره ۱۸۲ خطوط هوایی هند را شامل می‌شود.
علاوه بر مسافران، شش مهماندار و سه خلبان در این پرواز حضور داشتند. گروه خلبانی این هواپیما را افراد زیر تشکیل می‌دادند:
1. کاپیتان ولدیمیر گپوننکو (Volodymyr Gaponenko) با سابقه ۱۱۶۰۰ ساعت پرواز با هواپیمای ۷۳۷ شامل ۵۵۰۰ ساعت پرواز به عنوان کاپیتان
2. خلبان مربی اولکسی ناومکین (Oleksiy Naumkin) با سابقه ۱۲۰۰۰ هزار ساعت پرواز با هواپیمای ۷۳۷ شامل ۶۶۰۰ ساعت پرواز به عنوان کاپیتان
3. کمک خلبان سرهی خومنکو (Serhii Khomenko) با سابقه ۷۶۰۰ ساعت پرواز با بویینگ ۷۳۷[۹]

به گفتهٔ علی ربیعی، سخنگوی دولت ایران، این هواپیما ۱۷۶ نفر سرنشین داشته که شامل ۷۰ مرد، ۸۱ زن، ۱۵ کودک و یک نوزاد و ۹ خدمه پرواز بودند. همچنین براساس اعلام وادیم پریستایکو، وزیر امور خارجهٔ اوکراین و لیست پروازی که توسط شرکت هواپیمایی منتشر شد، ۸۲ نفر با تابعیت ایرانی، ۶۳ کانادایی، ۱۱ اوکراینی، ۱۰ سوئدی، ۴ شهروند افغانستان، ۳ آلمانی و ۳ بریتانیایی قربانیان سقوط این هواپیما هستند. همچنین حضور یازده اوکراینی در پرواز گزارش شده است. این در حالی است که وزارت امور خارجه آلمان حضور ۳ شهروند خود را تکذیب کرد. براساس گزارش خبرگزاری آلمان، این سه نفر در آلمان به عنوان پناهجو خود را معرفی کرده بودند اما شهروند آلمان نبودند.
اختلاف ظاهری موجود در این گزارش‌ها به این دلیل است که تقریباً نیمی از مسافران تابعیت دوگانه داشته‌اند و ایران هم اتباع دوگانه را فقط به عنوان شهروندان ایرانی می‌شناسد. این مسافران هنگام ورود و خروج از کشور باید از گذرنامه‌های ایرانی خود استفاده کنند و بنابراین به عنوان ایرانی در مراجع مرزی ایران ثبت می‌شوند اما برای سوار شدن به هواپیما پاسپورت غیر ایرانی را به خط هوایی ارائه می‌نمایند.
| تلفات     | تلفات                    | تلفات                   | تلفات |
| ملیت      | مسافرها به نقل از اکراین | مسافرها به نقل از ایران | خدمه  |
| --------- | ------------------------ | ----------------------- | ----- |
| ایران     | ۸۲                       | ۱۴۶                     | ۰     |
| کانادا    | ۶۳                       | ۵                       | ۰     |
| اوکراین   | ۲                        | ۲                       | ۹     |
| سوئد      | ۱۰                       | ۴                       | ۰     |
| افغانستان | ۴                        | ۱۰                      | ۰     |
| بریتانیا  | ۳                        | ۰                       | ۰     |
| آلمان     | ۳                        | ۰                       | ۰     |
| جمع       | ۱۶۷                      | ۱۶۷                     | ۹     |

## اسامی جان‌باختگان
در این حادثه ۱۷۶ نفر از جمله ۱۶۷ مسافر و ۹ خدمهٔ پروازی جان خود را از دست دادند.
در بین جانباختگان این حادثه، تعداد ۱۴۷ ایرانی حضور داشته‌اند. همچنین تعدادی از این مسافران دوملیتی بوده‌اند.

### جان‌باختگان ایرانی
| ردیف | نام          | نام‌خانوادگی       | نام پدر       | تاریخ تولد                 | سن                   |
| ---- | ------------ | ----------------- | ------------- | -------------------------- | -------------------- |
| ۱    | فاطمه        | پساوند            | امیر          | ۲۹ دی ۱۳۸۰                 | ۱۷ سال               |
| ۲    | آرش          | پورضرابی          | احمدرضا       | ۱۹ آبان ۱۳۷۲               | ۲۶ سال               |
| ۳    | منصور        | پورجم             | ابوطالب       | ۱ دی ۱۳۴۵                  | ۵۳ سال               |
| ۴    | ناصر         | پورشعبان اوشیبی   | محمدعلی       | ۱۸ خرداد ۱۳۴۵              | ۵۳ سال               |
| ۵    | عایشه        | پورقادری          | محمد          | ۳ خرداد ۱۳۶۲               | ۳۶ سال               |
| ۶    | شکوفه        | چوپان نژاد        | حسین          | ۲۹ شهریور ۱۳۴۲             | ۵۶ سال               |
| ۷    | پونه         | گرجی              | محمد          | ۲۴ شهریور ۱۳۷۳             | ۲۵ سال               |
| ۸    | سوزان        | گل باباپور        | محمدباقر      | ۲۷ فروردین ۱۳۴۹            | ۴۹ سال               |
| ۹    | فرید         | آراسته            | عربعلی        | ۱۰ شهریور ۱۳۶۶             | ۳۲ سال               |
| ۱۰   | روجا         | آزادیان           | محمدرضا       | ۲۴ شهریور ۱۳۵۶             | ۴۲ سال               |
| ۱۱   | ایمان        | آقابالی           | جواد          | ۱۸ آذر ۱۳۷۰                | ۲۸ سال               |
| ۱۲   | مریم         | آقامیری           | محمدعلی       | ۲۳ بهمن ۱۳۵۱               | ۴۶ سال               |
| ۱۳   | غنیمت        | اژدری             | محمدرضا       | ۳۰ تیر ۱۳۶۲                | ۳۶ سال               |
| ۱۴   | نیلوفر       | ابراهیم           | مسعود         | ۲۷ تیر ۱۳۶۴                | ۳۴ سال               |
| ۱۵   | بهناز        | ابراهیمی خوئی     | شاهرود        | ۱۶ آبان ۱۳۵۳               | ۴۵ سال               |
| ۱۶   | سید مهران    | ابطحی فروشانی     | سید مهدی      | ۱۶ آبان ۱۳۵۳               | ۴۵ سال               |
| ۱۷   | اردلان       | ابن‌الدین حمیدی    | مسعود         | ۲۰ اسفند ۱۳۴۹              | ۴۸ سال               |
| ۱۸   | کامیار       | ابن‌الدین حمیدی    | اردلان        | ۶ شهریور ۱۳۸۳              | ۱۵ سال               |
| ۱۹   | منصور        | اثناعشری اصفهانی  | حمید          | ۲۲ تیر ۱۳۶۹                | ۲۹ سال               |
| ۲۰   | میترا        | احمدی             | علی           | ۲ دی ۱۳۵۲                  | ۴۶ سال               |
| ۲۱   | رامتین       | احمدی             | هادی          | ۳ فروردین ۱۳۸۹             | ۹ سال                |
| ۲۲   | ارشیا        | ارباب بهرامی      | فریبرز        | ۱۲ مرداد ۱۳۷۹              | ۱۹ سال               |
| ۲۳   | اوین         | ارسلانی           | کریم          | ۱۲ دی ۱۳۶۸                 | ۳۰ سال               |
| ۲۴   | مهدی         | اسحاقیان درچه     | عباسعلی       | ۲۴ دی ۱۳۷۳                 | ۲۴ سال               |
| ۲۵   | محمدحسین     | لاری              | محسن          | ۱۰ فروردین ۱۳۷۵            |                      |
| ۲۶   | زینب         | لاری              | محسن          | ۷ مهر ۱۳۷۷                 |                      |
| ۲۷   | ری‌را         | اسماعلیون         | حامد          | ۲ خرداد ۱۳۸۹               |                      |
| ۲۸   | امیر         | اشرفی حبیب‌آبادی   | حمید          | ۳ اسفند ۱۳۶۹               |                      |
| ۲۹   | شاهرخ        | اقبالی بازفت      | عیدی محمد     | ۶ مهر ۱۳۳۹                 |                      |
| ۳۰   | شهزاد        | اقبالی بازفت      | شاهرخ         | ۲۵ آذر ۱۳۹۰                |                      |
| ۳۱   | پریسا        | اقبالیان          | قاسم          | ۶ تیر ۱۳۵۶                 | همسر حامد اسماعیلیون |
| ۳۲   | محمدمهدی     | ایاسی             | حسین          | ۲۰ مرداد ۱۳۷ (دیده‌نمی‌شود)  |                      |
| ۳۳   | سید مهدی     | امامی             | سید محمد      | ۱ فروردین ۱۳۳۸             |                      |
| ۳۴   | سوفی         | امامی             | وحید          | ۱۶ تیر ۱۳۹۳                |                      |
| ۳۵   | روجا         | امیدبخش           | امید          | ۱۵ اردیبهشت ۱۳۷۵           |                      |
| ۳۶   | مهسا         | امیرلیراوی        | فضل‌اله        | ۲۰ شهریور ۱۳۶۸             |                      |
| ۳۷   | آلما         | اولادی            | مسعود         | ۷ دی ۱۳۷ (دیده‌نمی‌شود)      |                      |
| ۳۸   | امیرحسین     | اویسی             | ابوالفضل      | ۲۵ خرداد ۱۳۵ (دیده‌نمی‌شود)  |                      |
| ۳۹   | عسل          | اویسی             | امیرحسین      | ۲۰ اسفند ۱۳۹ (دیده‌نمی‌شود)  |                      |
| ۴۰   | مهربان       | بدیعی اردستانی    | سعید          | ۱۱ مرداد ۱۳۸ (دیده‌نمی‌شود)  |                      |
| ۴۱   | نگار         | برقعی             | امیراحمد      | ۲۸ شهریور ۱۳۶ (دیده‌نمی‌شود) |                      |
| ۴۲   | سمیرا        | بشیری             | محمدحسین      | ۲۱ خرداد ۱۳۶ (دیده‌نمی‌شود)  |                      |
| ۴۳   | محمدامین     | بیروتی            | حمید          | ۲۰ تیر ۱۳۶ (دیده‌نمی‌شود)    |                      |
| ۴۴   | محمدامین     | جبلی              | محمد          | ۱۹ اردیبهشت ۱۳۶۹           |                      |
| ۴۵   | پدرام        | جدیدی             | حسین          | ۱ اردیبهشت ۱۳۷۰            |                      |
| ۴۶   | السا         | جدیدی             | سیامک         | ۲۹ اردیبهشت ۱۳۹۰           |                      |
| ۴۷   | شادی         | جمشیدی            | ابوالقاسم     | ۱ بهمن ۱۳۶۶                |                      |
| ۴۸   | حمیدرضا      | جوادی اصل         | جواد          | ۲۳ آبان ۱۳۴۶               |                      |
| ۴۹   | کیان         | جوادی اصل         | حمیدرضا       | ۱۴ آبان ۱۳۸۱               |                      |
| ۵۰   | بهاره        | حاج اسفندیاری     | شکرالله       | ۱ مهر ۱۳۵۷                 |                      |
| ۵۱   | صدف          | حاجی آقاوند       | محدم‌علی       | (دیده‌نمی‌شود)               |                      |
| ۵۲   | مهدیه        | حاجی قاسمی        | محمدرضا       | ۲۱ خرداد ۱۳۶۰              |                      |
| ۵۳   | پارسا        | حسن‌نژاد           | مهدی          | ۲۸ تیر ۱۳۸ (دیده‌نمی‌شود)    |                      |
| ۵۴   | زهرا         | حسنی سعدی         | حمید          |                            |                      |
| ۵۵   | سحرناز       | حق‌جو              | حبیب‌اله       |                            |                      |
| ۵۶   | سارا         | حمزئی             | قاسم          |                            |                      |
| ۵۷   | حدیث         | حیات داودی        | غلامحسن       |                            |                      |
| ۵۸   | فروغ         | خادم              | علی‌اکبر       |                            |                      |
| ۵۹   | دلارام       | داداش نژاد        | مهدی          |                            |                      |
| ۶۰   | مژگان        | دانشمند           | عباس          |                            |                      |
| ۶۱   | سام          | ذکائی             | منوچهر        |                            |                      |
| ۶۲   | نسیم         | رحمانی‌فر          | جمشید         |                            |                      |
| ۶۳   | سید ژیوان    | رحیمی             | جمشید         | ۱۱ مرداد ۱۳۹۵              |                      |
| ۶۴   | رزگار        | رحیمی             | سید حسن       | ۵ شهریور ۱۳۶۰              |                      |
| ۶۵   | نیلوفر       | رزاقی خمسی        | عبدالواحد     |                            |                      |
| ۶۶   | شهاب         | رعنا              | هوشنگ         |                            |                      |
| ۶۷   | آراد         | زارعی             | مهرزاد        |                            |                      |
| ۶۸   | مایا         | زیبایی            | محمود         | ۲۲ تیر ۱۳۸۲                |                      |
| ۶۹   | کسری         | ساعتی             | حسن           |                            |                      |
| ۷۰   | محمدحسین     | ساکت              | اضغر          |                            |                      |
| ۷۱   | حمیدرضا      | ستاره کوکب        | علیرضا        |                            |                      |
| ۷۲   | ساجده        | سرائیان           | رسول          |                            |                      |
| ۷۳   | سارا         | سعادت             | عباس          |                            |                      |
| ۷۴   | صبا          | سعادت             | عباس          |                            |                      |
| ۷۵   | امیرحسین     | سعیدی‌نیا          | مسعود         |                            |                      |
| ۷۶   | پانیذ        | سلطانی            | داود          |                            |                      |
| ۷۷   | راحله        | سلمانی‌زاده قهه    | حسن           |                            |                      |
| ۷۸   | شیدا         | شادخو             | پرویز         |                            |                      |
| ۷۹   | مسعود        | شاطرپور خیابان    | حمشید         |                            |                      |
| ۸۰   | الوند        | صادقی             | عباس          |                            |                      |
| ۸۱   | سهند         | صادقی             | عباس          |                            |                      |
| ۸۲   | میرمحمد مهدی | صادقی             | میرمحمود      |                            |                      |
| ۸۳   | آنیسا        | صادقی             | میرمحمد       | ۱۲ آبان ۱۳۸۸               |                      |
| ۸۴   | محمد         | صالحه             | محمدجعفر      |                            |                      |
| ۸۵   | نیلوفر       | صدر               | احمد          |                            |                      |
| ۸۶   | سید نوژن     | صدر               | سید مویدالدین | ۱۸ آذر ۱۳۸۷                |                      |
| ۸۷   | ندا          | صدیقی             | خلیل          |                            |                      |
| ۸۸   | پگاه         | صفرپور کلور       | غلامحسین      |                            |                      |
| ۸۹   | محسن         | صلاحی             | محمدجعفر      |                            |                      |
| ۹۰   | سعید         | طهماسبی خادم اسدی | اردشیر        |                            |                      |
| ۹۱   | دریا         | طوقیان            | مجتبی         |                            |                      |
| ۹۲   | محمد         | عباسپور قادی      | اسکندر        |                            |                      |
| ۹۳   | مجتبی        | عباس‌نژاد          | علامحسین      |                            |                      |
| ۹۴   | محمود        | عطار              | احمد          |                            |                      |
| ۹۵   | سیاوش        | غفوری آذر         | مجید          |                            |                      |
| ۹۶   | فریده        | غلامی             | یارمراد       |                            |                      |
| ۹۷   | آیدا         | فرزانه            | ادیب          |                            |                      |
| ۹۸   | مرضیه        | فروتن             | محمد کریم     |                            |                      |
| ۹۹   | شکیبا        | فقاهتی            | مهدی          |                            |                      |
| ۱۰۰  | شریعه        | فقیهی             | حسن           |                            |                      |
| ۱۰۱  | فائزه        | فلسفی             | احمد          |                            |                      |
| ۱۰۲  | فراز         | فلسفی             | احمد          |                            |                      |
| ۱۰۳  | پریناز       | قادرپناه          | محمدهادی      |                            |                      |
| ۱۰۴  | ایمان        | قادرپناه          | محمدرضا       |                            |                      |
| ۱۰۵  | امیرحسین     | قاسمی             | کیانوش        |                            |                      |
| ۱۰۶  | کیانا        | قاسمی             | حمیدرضا       |                            |                      |
| ۱۰۷  | میلاد        | قاسمی             | اریانی        |                            |                      |
| ۱۰۸  | فاطمه        | قاسمی دستجردی     | مجید          |                            |                      |
| ۱۰۹  | امیرحسین     | قربانی بهابادی    | علی           |                            |                      |
| ۱۱۰  | درسا         | قندچی             | علیرضا        |                            |                      |
| ۱۱۱  | دانیال       | قندچی             | علیرضا        |                            |                      |
| ۱۱۲  | مهدی         | قوی               | محمدعلی       |                            |                      |
| ۱۱۳  | معصومه       | قوی               | محمدعلی       |                            |                      |
| ۱۱۴  | فاطمه        | کازرانی           | امیراحمد      |                            |                      |
| ۱۱۵  | آزاده        | کاپه              | محمداسماعیل   |                            |                      |
| ۱۱۶  | محمدرضا      | کدخدازاده         | محمود         |                            |                      |
| ۱۱۷  | محمدرضا      | کدخدازاده کاشانی  | امیر          |                            |                      |
| ۱۱۸  | بهاره        | کرمی مقدم         | اسرافیل       |                            |                      |
| ۱۱۹  | فرشته        | مالکی دیزچی       | عبداله        |                            |                      |
| ۱۲۰  | فاطمه        | محمودی            | علی‌کرم        |                            |                      |
| ۱۲۱  | فیروزه       | مدنی              | سید شفیع      |                            |                      |
| ۱۲۲  | امیر         | مرادی             | محمد          |                            |                      |
| ۱۲۳  | ئاروین       | مرتب              | حسن           |                            |                      |
| ۱۲۴  | سهیلا معصومه | مشرف رضوی مقدم    | عباس          |                            |                      |
| ۱۲۵  | محمد         | معینی             | هادی          |                            |                      |
| ۱۲۶  | راستین       | مقدم              | شاهین         | ۱۸ آذر ۱۳۸۹                |                      |
| ۱۲۷  | سیاوش        | مقصودلو استرآبادی | عباسعلی       |                            |                      |
| ۱۲۸  | پریا         | مقصودلو استرآبادی | سیاوش         |                            |                      |
| ۱۲۹  | مریم         | ملک               | خسرو          |                            |                      |
| ۱۳۰  | سارا         | ممانی             | محمود         |                            |                      |
| ۱۳۱  | سید پدرام    | موسوی بفروئی      | سید فتح‌الله   | ۲۱ تیر ۱۳۵۱                |                      |
| ۱۳۲  | سیده دریا    | موسوی بفروئی      | سید فتح‌الله   | ۲۱ آذر ۱۳۸۴                |                      |
| ۱۳۳  | سیده درینا   | موسوی بفروئی      | سید فتح‌الله   | ۱۹ اسفند ۱۳۸۸              |                      |
| ۱۳۴  | کردیا        | مولانی            | هیوا          | ۲۶ مرداد ۱۳۹۷              |                      |
| ۱۳۵  | هیوا         | مولانی            | طه            |                            |                      |
| ۱۳۶  | محمدجواد     | میانجی            | فیروز         |                            |                      |
| ۱۳۷  | فرزانه       | نادری             | مرتضی قلی     |                            |                      |
| ۱۳۸  | الناز        | نیبی              | محمد قاسم     |                            |                      |
| ۱۳۹  | مهرداد       | نقیب لاهوتی       | محمد          |                            |                      |
| ۱۴۰  | زهرا         | نقیبی             | سید محمد      |                            |                      |
| ۱۴۱  | میلاد        | نهاوندی           | قاسم          |                            |                      |
| ۱۴۲  | غزل          | نوریان            | حسن           |                            |                      |
| ۱۴۳  | ارسام        | نیازی             | حمیدرضا       |                            |                      |
| ۱۴۴  | آرنیکا       | نیازی             | حمیدرضا       |                            |                      |
| ۱۴۵  | فرهاد        | نیک‌نام            | حسن           |                            |                      |
| ۱۴۶  | سهند         | هاتفی مستقیم      | احمد          |                            |                      |
| ۱۴۷  | شهرزاد       | هاشمی             | سید مهدی      | ۱۴ آذر ۱۳۵۳                |                      |

### جان‌باختگان غیرایرانی
همچنین تعداد ۲۹ غیرایرانی در این حادثه کشته شدند:
| ردیف | نام         | نام خانوادگی | نام خانوادگی لاتین | نام لاتین    |
| ---- | ----------- | ------------ | ------------------ | ------------ |
| ۱    | اریک        | لیندبرگ      | Lindberg           | Erik         |
| ۲    | الگا        | کوبیوک       | Kobiuk             | Olga         |
| ۳    | الینا       | مالاخووا     | Malakhova          | Olena        |
| ۴    | الینا       | تربحی        | Tarbha             | Alina        |
| ۵    | امیل        | لیدنبرگ      | Lindberg           | Emil         |
| ۶    | اولکسی      | نایومکین     | Naumkin            | Oleksiy      |
| ۷    | ایور        | ماتکو        | Matkov             | Ihor         |
| ۸    | حسین        | رضائی        | Rezae              | Hossain      |
| ۹    | دنیس        | لیخنو        | Lykhno             | Denys        |
| ۱۰   | رحیمن       | کاتبی        | Katebi             | Rahimen      |
| ۱۱   | زین‌العابدین | سعادت        | Saadat             | Zeinolabedin |
| ۱۲   | سرهی        | خومنکو       | Khomenko           | Serhiy       |
| ۱۳   | سکینه       | احمدی        | Ahmadi             | Sekinhe      |
| ۱۴   | شهرام       | تاجیک        | Tajik              | Shahram      |
| ۱۵   | عسگر        | دیرانی       | Dhirani            | Asgar        |
| ۱۶   | عفیفه       | تربانی       | Tarbhai            | Afifa        |
| ۱۷   | علیرضا      | نوروزی       | Norouzi            | Alireza      |
| ۱۸   | کاترینا     | اشتاتنیک     | Statnik            | Kateryna     |
| ۱۹   | ماریا       | میکتوک       | Mykytiuk           | Maria        |
| ۲۰   | محسن        | احمدی        | Ahmadi             | MuhSen       |
| ۲۱   | مطهری       | احمدی        | Ahmadi             | Motahereh    |
| ۲۲   | مهدی        | تاجیک        | Tajik              | Mahdi        |
| ۲۳   | مهدی        | رضایی        | Rezai              | Mahdi        |
| ۲۴   | مهدی        | محمدی        | Mohammadi          | Mehdi        |
| ۲۵   | میکائیل     | لیندبرگ      | Lindberg           | Mikael       |
| ۲۶   | والریا      | اچاروک       | Ovcharuk           | Valeriia     |
| ۲۷   | ولادیمیر    | گاپائونکو    | Gaponenko          | Volodymyr    |
| ۲۸   | یولیا       | سولوهوب      | Sologub            | Yulia        |
| ۲۹   | علی         | پی           | Pey                | Ali          |